# Krzysztof Krauze
Krzysztof Krauze (2 de abril de 1953 - 24 de diciembre de 2014) fue un director de cine, cineasta y actor polaco, principalmente conocido por su película de suspenso Dług (1999).

## Biografía
Krauze nació en Varsovia y completó sus estudios de cinematografía en la Escuela Nacional de Cine de Łódź, en la década de 1970. Se fue a Polonia en 1980, pero regresó en 1983. En la década de 1980 y principios de 1990, trabajó para diversos estudios de producción en Polonia. En 1997 fue nombrado "Hombre del Año" por la revista polaca Życie. También actuó en varias películas de otros directores polacos.
Krauze fue diagnosticado con cáncer de próstata en 2006, y murió el 24 de diciembre de 2014, a los 61 años de edad.

## Filmografía
- 1976: Pierwsze kroki (Los primeros pasos)
- 1977: Symetrie (Simetrías)
- 1978: Elementarz
- 1979: Dwa listy (Dos misivas)
- 1979: Deklinacja
- 1981: Praktyczne wskazówki dla zbieraczy motyli
- 1981: Dzień kobiet (El día de la mujer)
- 1984: Jest
- 1984: Robactwo
- 1988: Nowy Jork, czwarta rano
- 1993: Nauka na całe życie
- 1994: Kontrwywiad
- 1994: Nauka trzech narodów
- 1994: Spadł, umarł, utonął
- 1994: Ogrody Tadeusza Reichsteina
- 1996: Departament IV
- 1996: Gry uliczne (Juegos callejeros)
- 1997: Fotoamator
- 1997: Stan zapalny
- 1999: Dług (La deuda)
- 2000: Wielkie rzeczy
- 2004: Mój Nikifor (Mi Nikifor)[4]
- 2006: Plac Zbawiciela
- 2013: Papusza[5]